# Dihidrotakisterol
Dihidrotakisterol (DHT) je sintetički analog vitamina D koji se aktivira u jetri, te mu nije potrebna renalna hidroksilacija poput vitamina D2 (ergokalciferola) i vitamina D3 (holekalciferola). DHT ima brz početak dejstva (2 sata), kratak poluživot, i vrši veći uticaj na mineralizaciju koštanih soli od vitamina D.

## Spoljašnje veze
|  | Molimo Vas, obratite pažnju na važno upozorenje u vezi sa temama iz oblasti medicine (zdravlja). |